# Martin Weiß (Schauspieler)

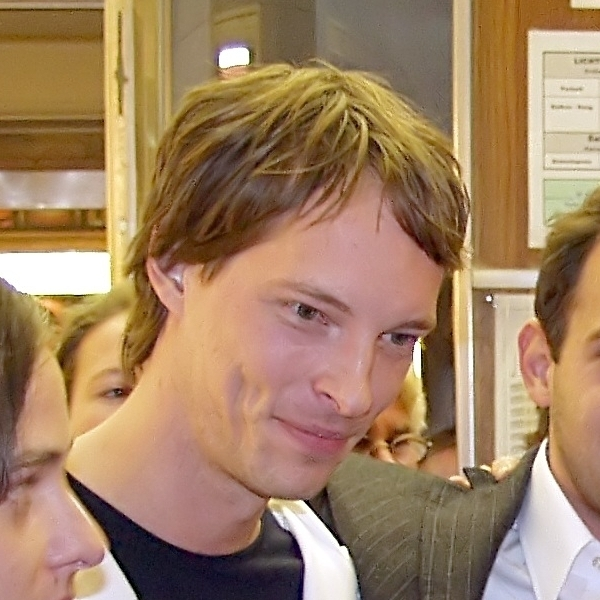
Martin Weiß vor der NRW-Filmpremiere von Agnes und seine Brüder

Martin Weiß (* 1974) ist ein deutscher Schauspieler. Er ist vor allem bekannt durch seine Rolle der Agnes in Agnes und seine Brüder von Oskar Roehler. Seine Ausbildung zum Schauspieler absolvierte er an der Hochschule für Schauspielkunst „Ernst Busch“ Berlin.

## Filmografie (Auswahl)
- 2000: Jahrestage – Aus dem Leben von Gesine Cresspahl
- 2000: Salamander
- 2002: Nick Knatterton – Der Film
- 2004: Agnes und seine Brüder